# Seventh Son of a Seventh Son
Seventh Son of a Seventh Son  —en español: Séptimo hijo de un séptimo hijo— es el séptimo álbum de estudio de la banda británica de heavy metal Iron Maiden, lanzado el 11 de abril de 1988.
Se trata de un álbum conceptual acerca de la historia de un vidente; el séptimo hijo de un séptimo hijo, que tendría facultades psíquicas como la clarividencia y otras mancias.
Cada canción relata un tramo de la vida de este personaje, desde el nacimiento "Moonchild", el descubrimiento de sus poderes y su destino "Can I Play with Madness" y su inminente muerte "Only The Good Die Young". 
Al igual que en su álbum anterior, Somewhere in Time, prevalece el uso de sintetizadores que durante la gira fueron ejecutados por el técnico asistente de Steve Harris, músico e ingeniero en sonido; Michael Kenney.
Si bien el álbum es conceptual, las letras de las canciones también contienen de forma implícita cierta crítica social y política más característica de otros álbumes de la banda.
Este álbum es considerado como una de las grandes obras maestras de Iron Maiden, y que permitió redefinir el heavy metal, todo lo cual se vio coronado con el más grande Monsters of Rock de todos los tiempos realizado en Inglaterra.

## Trasfondo y grabación
La idea de basar el álbum acerca del concepto folclórico del "séptimo hijo de un séptimo hijo" se le ocurrió al bajista Steve Harris después de leer El séptimo hijo del escritor estadounidense Orson Scott Card. Harris declaró: "Era nuestro séptimo álbum de estudio y yo aún no tenía el título o alguna idea en absoluto. Entonces leí la historia del "Séptimo hijo", esta figura mística que se supone que tiene todos estos dones paranormales, como la clarividencia, y era más, al principio, como que sólo sería un buen título para el séptimo álbum, ¿sabes? Pero entonces llamé a Bruce y empezamos a hablar al respecto y la idea simplemente creció".
Después de que sus contribuciones de compositor fuesen rechazadas en el anterior álbum de la banda, Somewhere in Time de 1986, Bruce Dickinson sintió que su participación en la banda había disminuido, convirtiéndose "solo en el cantante", pero su entusiasmo se renovó cuando Harris le explicó el concepto del álbum; "Pensé, '¡qué gran idea!, ¡brillante!' y claro, estaba muy alegre también, porque incluso me había llamado para hablar de ello y preguntarme si tenía alguna canción que pudiese encajar en ese tipo de tema. Yo andaba como que 'bueno, no, pero dame un minuto y veré lo que puedo hacer'". Hablando acerca del álbum en años siguientes, Dickinson remarcó que "casi logramos 'algo estupendo'", explicando que, "no era completamente un álbum conceptual. No había un intento de verlo como una historia continua, como realmente debimos haber hecho. Seventh son... no tiene historia. Es sobre el bien y el mal, el cielo y el infierno, pero ¿no lo es todo álbum de Maiden?".
En adición al regreso de Dickinson a la composición, el álbum también fue notable por su cantidad de piezas coescritas, en contraste con su predecesor, con cinco de ocho canciones siendo esfuerzos colaborativos. Según Harris, esto fue probablemente porque "pasaron más tiempo vigilándose el uno al otro para ver lo que todo el mundo estaba haciendo, sólo para asegurarse de que la historia encajara apropiadamente y fuese a algún lugar". Para asegurarse de que cada canción encajara con el concepto del disco, la banda creó un resumen general de la historia, el cual Harris declaró "no hizo la composición más fácil... probablemente me tomó más tiempo el trabajo de composición en este álbum que el de cualquier otro que haya hecho antes. Pero las cosas que se nos comenzaron a ocurrir, una vez que acordamos que definitivamente haríamos un álbum de pleno conceptual, realmente me sobresaltaron. Era mucho mejor que cualquier cosa que hayamos hecho en años...".

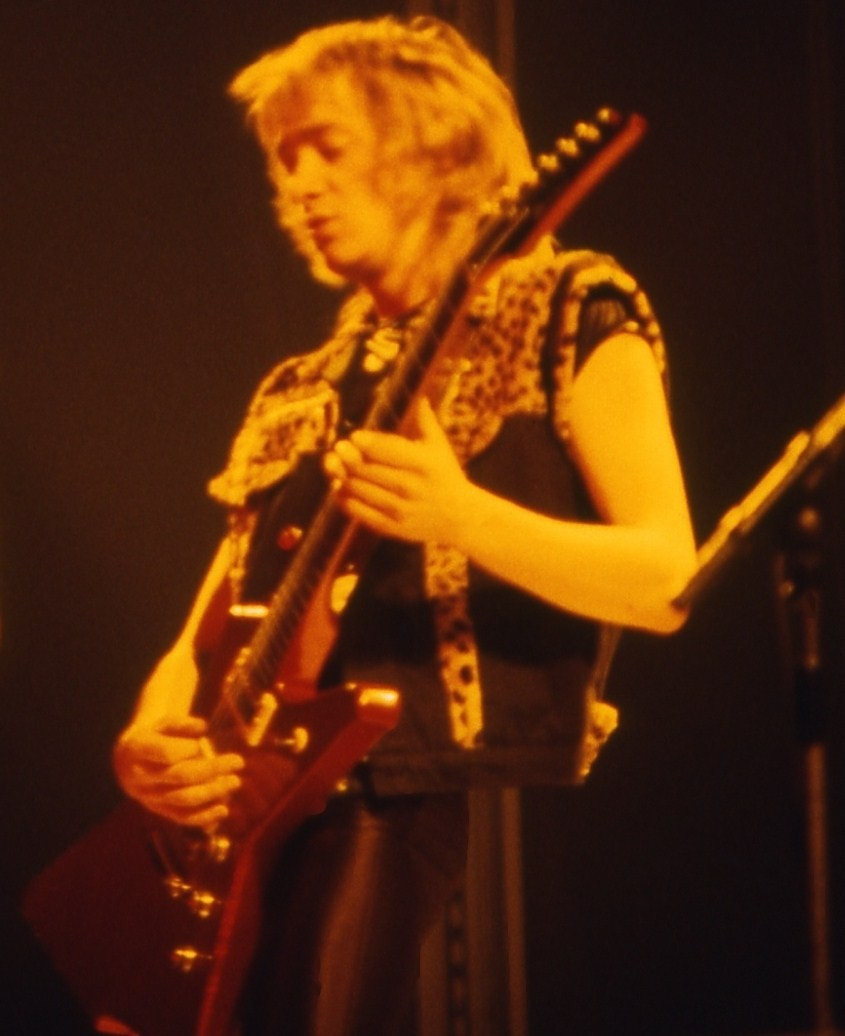
"Seventh son of a Seventh son" marcó la salida del guitarrista Adrian Smith.

"Seventh son of a seventh son" desarrolla los sonidos que se escucharon primeramente en Somewhere in Time, a diferencia de que los sonidos sintetizados fueron creados más por teclados que por sintetizadores de bajo o de guitarra. Según Dickinson, la banda decidió no contratar un tecladista, siendo las secciones "principalmente posibles de tocar con un solo dedo por Adrian (Smith, guitarrista), Steve, el sonidista o cualquiera que tuviese un dedo libre en el momento". Harris estaba contento con el desarrollo del disco, a pesar del hecho de que el álbum no se vendió tan bien como su predecesor en los Estados Unidos; "Pensé que era el mejor álbum que habíamos hecho desde Piece of Mind. Me encantaba porque era más progresivo -pensé que el teclado calzaba brillantemente- pues esa es la influencia con la que crecí, y estaba tan molesto con los estadounidenses, porque realmente no parecían aceptarlo. Después de todo, dijeron que el álbum tenía un sonido europeo. ¿Qué se supone que es un álbum con un sonido europeo? Para mí, éste es simplemente un álbum que suena a Maiden".
"Seventh son of a seventh son" y su gira, marcaron la última aparición del guitarrista Adrian Smith hasta su retorno a la banda en 1999. El guitarrista dejó la banda durante la preproducción del siguiente álbum de la banda, No Prayer for the Dying de 1990, ya que estaba descontento por la dirección que estaba tomando la banda de un nivel "más de calle", diciendo "pensé que nos estábamos encaminando en la dirección correcta con los dos últimos álbumes" y que "pensaba que necesitábamos seguir adelante, y para mí, no parecía que lo estábamos haciendo"

## Lista de canciones
| N.º   | Título                         | Escritor(es)               | Duración |  |
| 1.    | «Moonchild»                    | Smith / Dickinson          | 5:41     |  |
| 2.    | «Infinite Dreams»              | Harris                     | 6:09     |  |
| 3.    | «Can I Play with Madness»      | Smith / Dickinson / Harris | 3:31     |  |
| 4.    | «The Evil That Men Do»         | Smith / Dickinson / Harris | 4:34     |  |
| 5.    | «Seventh Son of a Seventh Son» | Harris                     | 9:54     |  |
| 6.    | «The Prophecy»                 | Murray / Harris            | 5:06     |  |
| 7.    | «The Clairvoyant»              | Harris                     | 4:27     |  |
| 8.    | «Only the Good Die Young»      | Dickinson / Harris         | 4:42     |  |
| 44:14 |                                |                            |          |  |

## Integrantes
- Steve Harris - bajista, bajo sintetizador.
- Bruce Dickinson - vocalista.
- Dave Murray - guitarrista.
- Adrian Smith - guitarrista, teclados.
- Nicko McBrain - baterista.